# Список президентів США за віком
В цій статті наведено Список президентів США за віком. В першій таблиці наведено список Президентів США, де вказані їх вік під час першої інавгурації, на момент залишення посади та на момент смерті. Якщо президент ще живий, то вік рахується до 17 березня 2025. Друга таблиця перелічує всіх осіб, які в певний проміжок часу були найстарішими живими президентами (чинними чи колишніми).

## Вік президентів

Вік президентів на момент вступу на посаду.

Середнім віком вступу на посаду Президента США є 55 років та 3 місяці. Саме такого віку був Ліндон Джонсон на момент свого вступу на посаду. Наймолодшим на момент вступу на посаду був Теодор Рузвельт, на той момент йому було 42 роки та 322 дні. Він став із Віцепрезидента Президентом внаслідок смерті Вільяма Мак-Кінлі. Наймолодшою особою вибраною на посаду Президента став Джон Фіцджеральд Кеннеді, на момент вступу на посаду йому було 43 роки та 236 днів. Найстарішим на момент інавгурації Президентом став чинний президент Дональд Трамп, на той момент віком у 78 років.
Джон Кеннеді, вбитий на третьому році свого президентства, був наймолодшим хто припинив бути Президентом (у 46 років та 177 днів). Він же прожив і найкоротше життя. Наймолодшим хто залишив свою посаду внаслідок закінчення терміну був Теодор Рузвельт (50 років та 128 днів). Найстаршим на момент залишення посади був Джо Байден (82 років та 61 день).
Джон Кеннеді був молодшим за чотирьох його наступників: Ліндон Джонсон (на 8 років і 9 місяців), Річард Ніксон (на 4 роки і 4 місяці), Джеральд Форд (3 роки і 10 місяців) та Рональд Рейган (на 6 років і 3 місяці). Одночасно Рональд Рейган та Джо Байден були старшими за чотирьох своїх попередників: Рейган був старшим за Джиммі Картера (на 13 років і 7 місяців), Джеральда Форда (на 2 роки і 5 місяців), Річарда Ніксона (на 1 рік та 11 місяців) та Джона Кеннеді (на 6 років і 3 місяці); а Байден був старшим за Дональда Трампа (на 3 роки і 6 місяців), Барака Обаму (на 18 років і 8 місяців), Джорджа Вокера Буша (на 3 роки і 7 місяців) та Білла Клінтона (на 3 роки і 8 місяців).
Найстарішим президентом США був Джиммі Картер, який народився 1 жовтня 1924 і помер у віці 100 років та 89 днів 29 грудня 2024 року. 22 березня 2019 він також став Президентом США, який прожив найдовше, обігнавши Джорджа Буша старшого, померлого у віці 94 років та 171 дня. Картер був президентом, який найдовше прожив після кінця свого президентства, він покинув пост Президента за 43 роки і 344 дні до смерті.
Найстарішим живим президентом є Джо Байден (2021—2025), якому зараз 82 роки та 117 днів.
Наймолодшим живим Президентом зараз є Барак Обама, він народився 4 серпня 1961 і зараз йому 63 роки та 225 днів. Президентом з найкоротшою тривалістю життя, який помер природною смертю, є Джеймс Нокс Полк. Він помер від холери у віці 53 років та 225 днів, тобто через 103 дні після завершення президентства.
Шість президентів дожили до 90 років. Першим з них був Джон Адамс, він залишався Президентом, який прожив найдовше, протягом майже двох століть, поки Рональд Рейган не обігнав його в жовтні 2001 року. Джиммі Картер є єдиним президентом, який дожив до 100 років. Шістьма президентами, які дожили до 90 років, є:

Джиммі Картер 1 жовтня 1924–29 грудня 2024 (помер у віці 100 років та 89 днів )
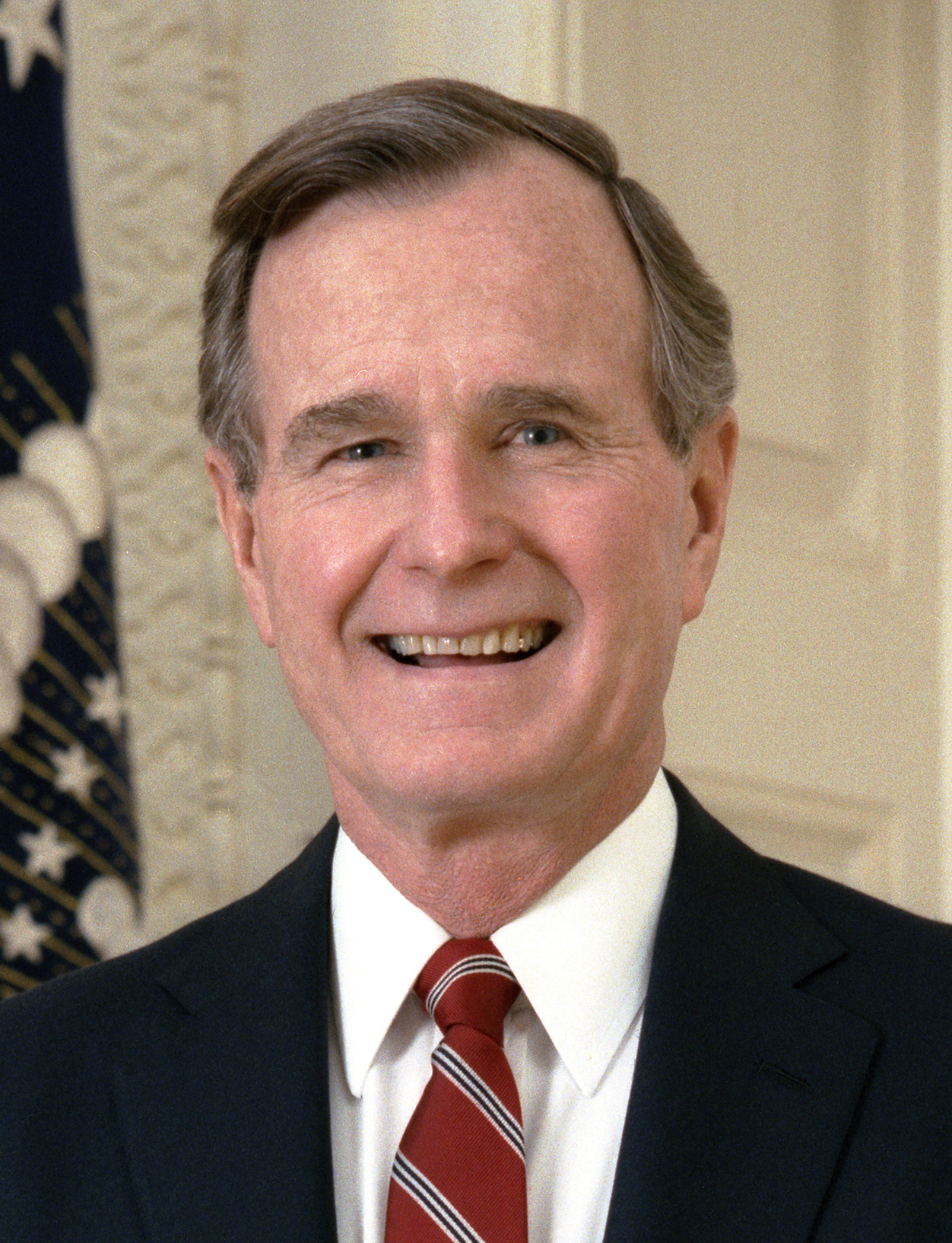
Джордж Герберт Вокер Буш 12 червня 1924–30 листопада 2018 (помер у віці 94 роки та 171 день)
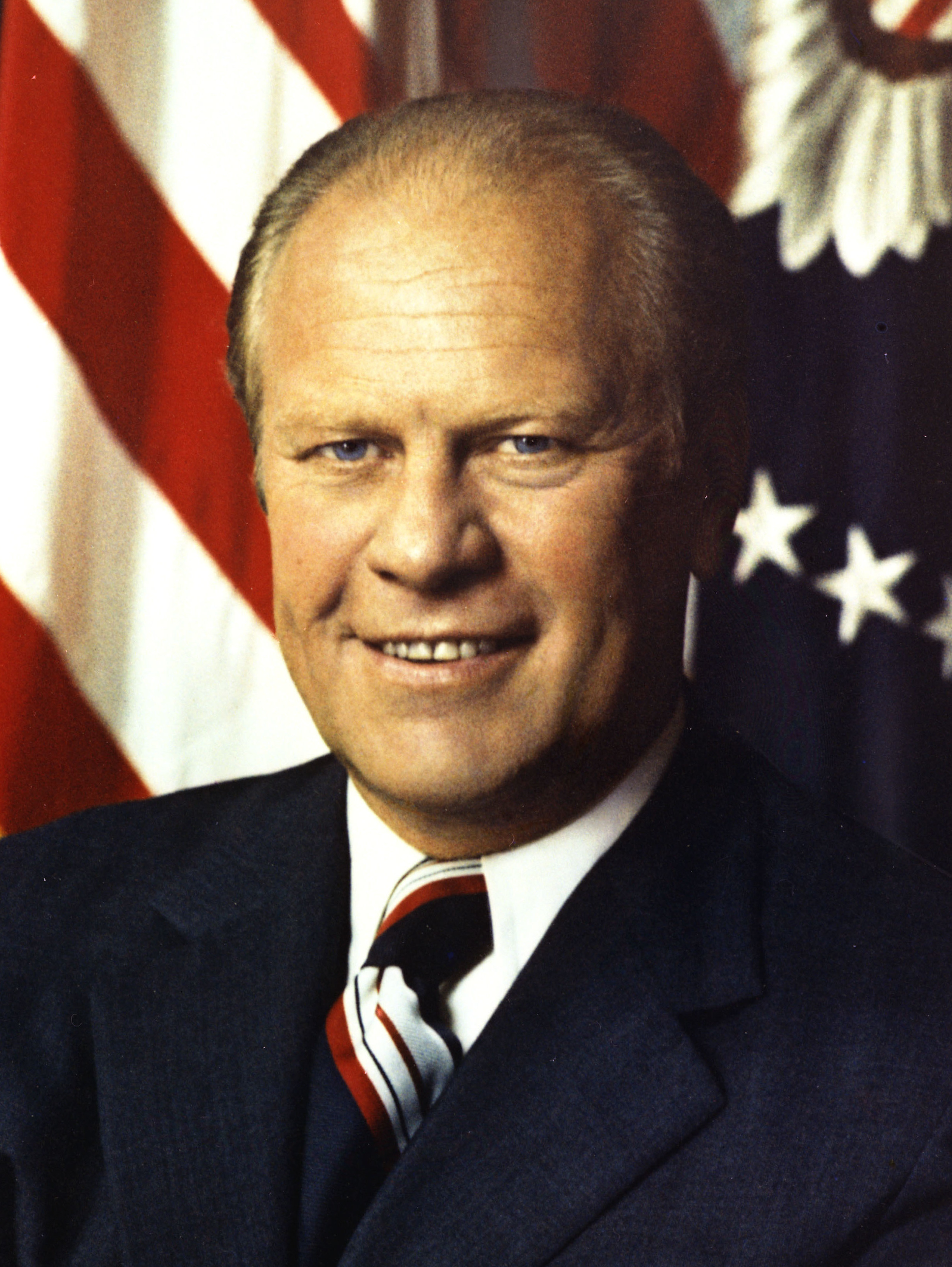
Джеральд Форд 14 липня 1913–26 грудня 2006 (помер у віці 93 років та 165 днів)
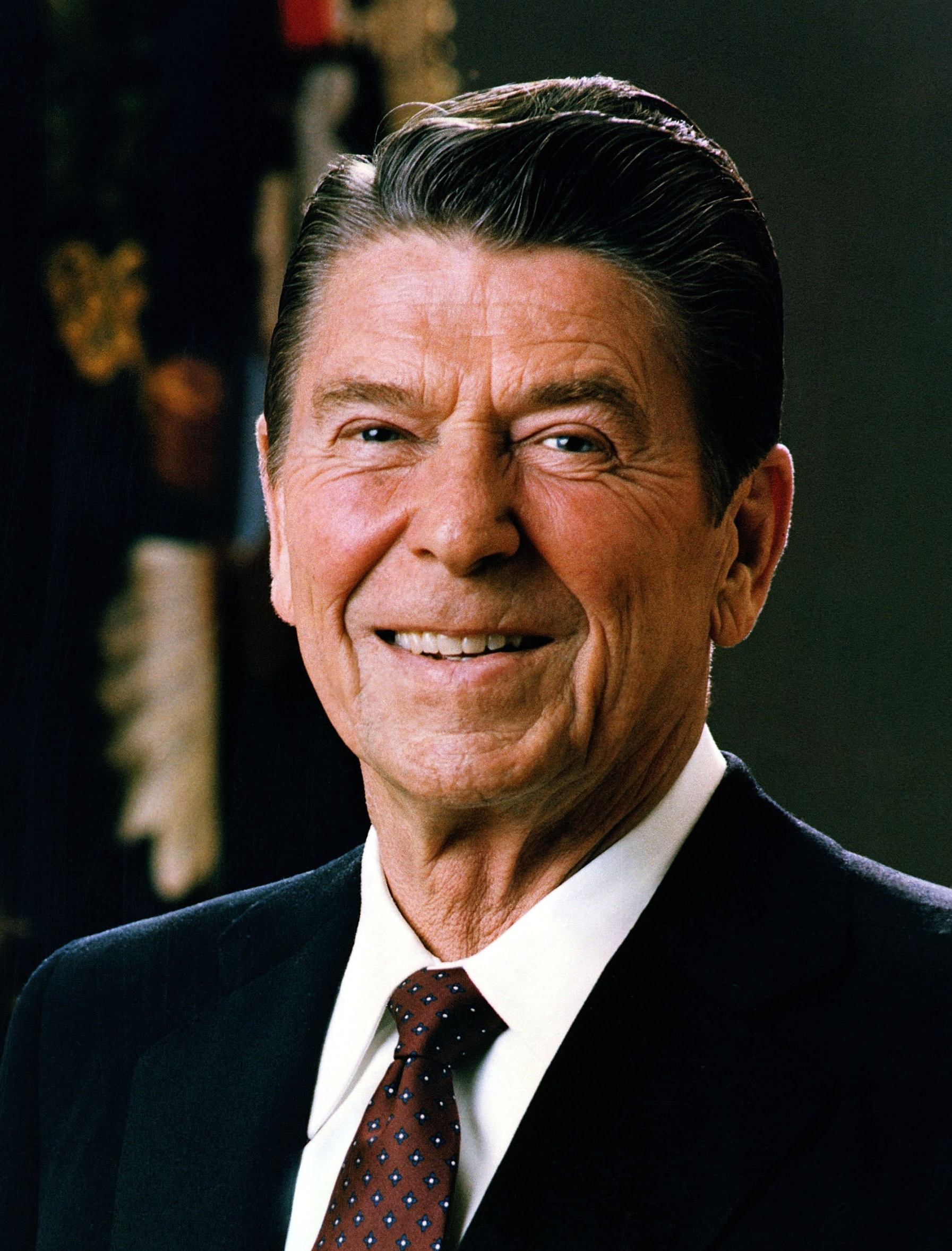
Рональд Рейган 6 лютого 1911–5 червня 2004 (помер у віці 93 років та 120 днів)
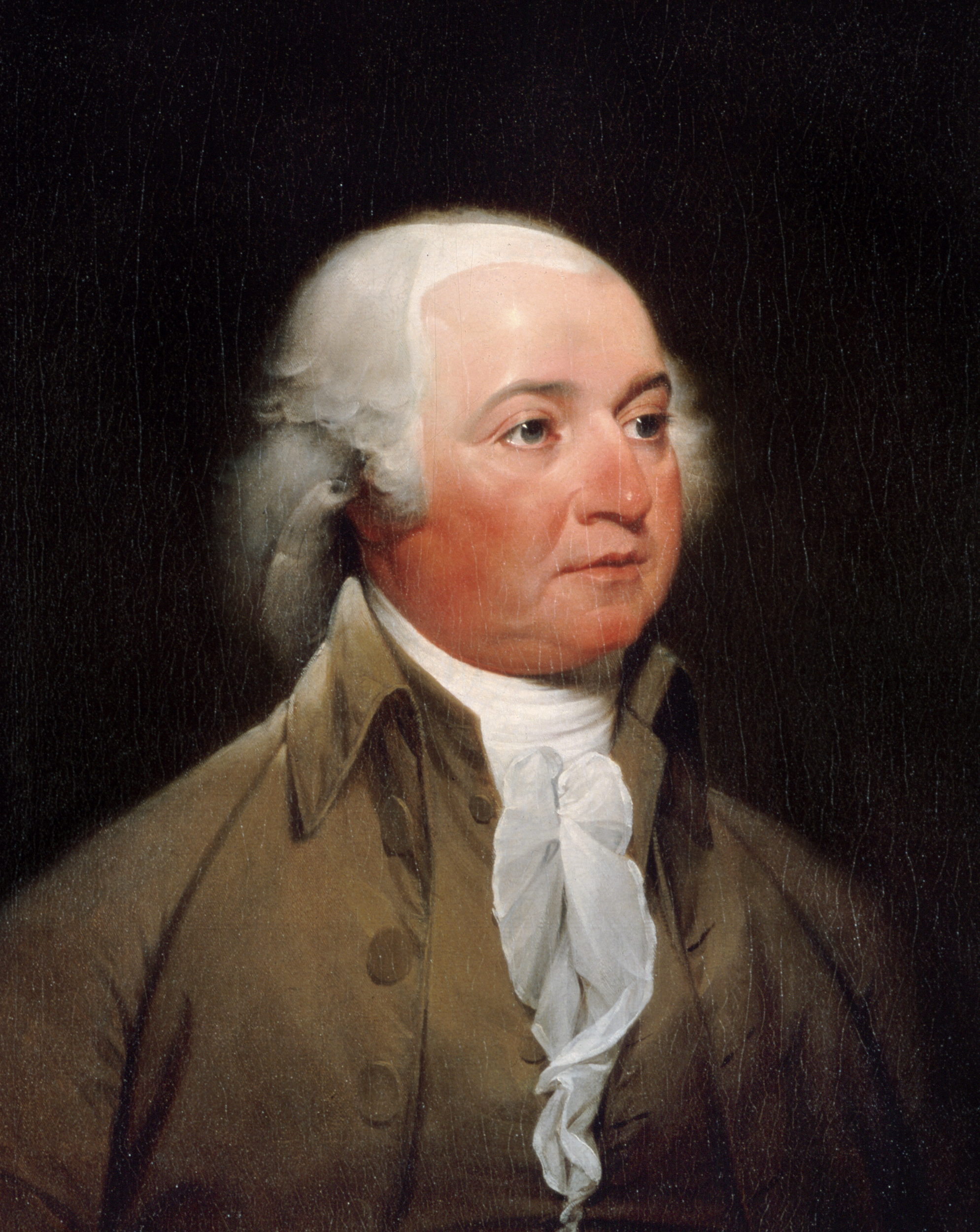
Джон Адамс 30 жовтня 1735–4 липня 1826 (помер у віці 90 років та 247 днів)
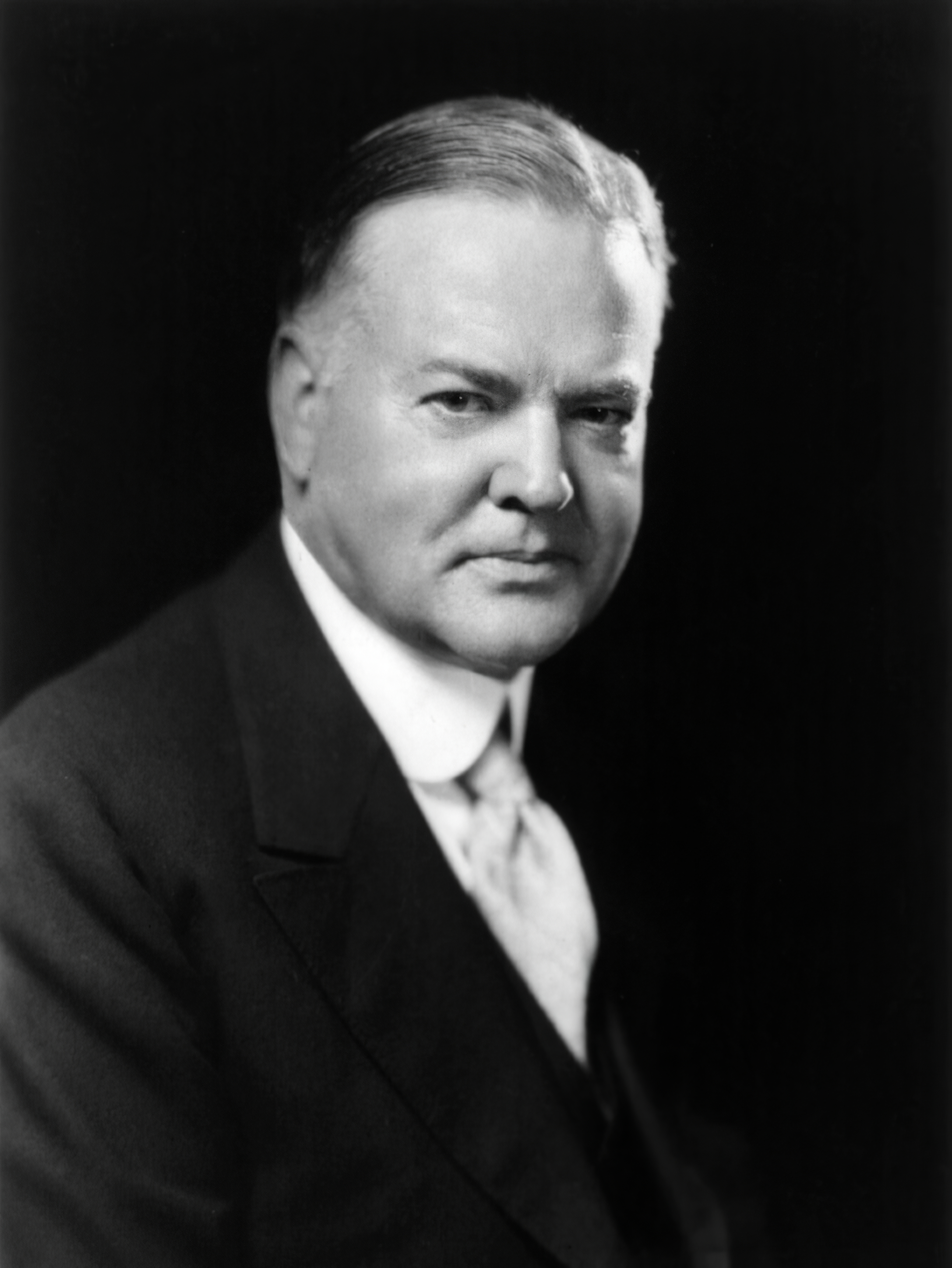
Герберт Гувер 10 серпня 1874 – 20 жовтня 1964 (помер у віці 90 років та 71 дня)

## Список президентів за віком
| №  | Президент                | Дата народження   | Дата смерті       | Тривалість життя    | Дата початку президентства | Вік на момент початку президентства | Дата кінця президентства | Вік на момент кінця президентства | Прожив після кінця президентства |
| -- | ------------------------ | ----------------- | ----------------- | ------------------- | -------------------------- | ----------------------------------- | ------------------------ | --------------------------------- | -------------------------------- |
| 1  | Джордж Вашингтон         | 22 лютого 1732    | 14 грудня 1799    | 67 років і 295 днів | 30 квітня 1789             | 57 років і 67 днів                  | 4 березня 1797           | 65 років і 10 днів                | 2 роки і 285 днів                |
| 2  | Джон Адамс               | 30 жовтня 1735    | 4 липня 1826      | 90 років і 247 днів | 4 березня 1797             | 61 рік і 125 днів                   | 4 березня 1801           | 65 років і 125 днів               | 25 років і 122 дні               |
| 3  | Томас Джефферсон         | 13 квітня 1743    | 4 липня 1826      | 83 роки і 82 дні    | 4 березня 1801             | 57 років і 325 днів                 | 4 березня 1809           | 65 років і 325 днів               | 17 років і 122 дні               |
| 4  | Джеймс Медісон           | 16 березня 1751   | 28 червня 1836    | 85 років і 104 дні  | 4 березня 1809             | 57 років і 353 дні                  | 4 березня 1817           | 65 років і 353 дні                | 19 років і 116 днів              |
| 5  | Джеймс Монро             | 28 квітня 1758    | 4 липня 1831      | 73 роки і 67 днів   | 4 березня 1817             | 58 років і 310 днів                 | 4 березня 1825           | 66 років і 310 днів               | 6 років і 122 дні                |
| 6  | Джон Квінсі Адамс        | 11 липня 1767     | 23 лютого 1848    | 80 років і 227 днів | 4 березня 1825             | 57 років і 236 днів                 | 4 березня 1829           | 61 рік і 236 днів                 | 18 років і 356 днів              |
| 7  | Ендрю Джексон            | 15 березня 1767   | 8 червня 1845     | 78 років і 85 днів  | 4 березня 1829             | 61 рік і 354 дні                    | 4 березня 1837           | 69 років і 354 дні                | 8 років і 96 днів                |
| 8  | Мартін ван Бюрен         | 5 грудня 1782     | 24 липня 1862     | 79 років і 231 день | 4 березня 1837             | 54 роки і 89 днів                   | 4 березня 1841           | 58 років і 89 днів                | 21 рік і 142 дні                 |
| 9  | Вільям Генрі Гаррісон    | 9 лютого 1773     | 4 квітня 1841     | 68 років і 54 дні   | 4 березня 1841             | 68 років і 23 дні                   | 4 квітня 1841            | 68 років і 54 дні                 | (помер на посаді)                |
| 10 | Джон Тайлер              | 29 березня 1790   | 18 січня 1862     | 71 рік і 295 днів   | 4 квітня 1841              | 51 рік і 6 днів                     | 4 березня 1845           | 54 роки і 340 днів                | 16 років і 320 днів              |
| 11 | Джеймс Нокс Полк         | 2 листопада 1795  | 15 червня 1849    | 53 роки і 225 днів  | 4 березня 1845             | 49 років і 122 дні                  | 4 березня 1849           | 53 роки і 122 дні                 | 0 років і 103 дні                |
| 12 | Закарі Тейлор            | 24 листопада 1784 | 9 липня 1850      | 65 років і 227 днів | 4 березня 1849             | 64 роки і 100 днів                  | 9 липня 1850             | 65 років і 227 днів               | (помер на посаді)                |
| 13 | Міллард Філлмор          | 7 січня 1800      | 8 березня 1874    | 74 роки і 60 днів   | 9 липня 1850               | 50 років і 183 дні                  | 4 березня 1853           | 53 роки і 56 днів                 | 21 рік і 4 дні                   |
| 14 | Франклін Пірс            | 23 листопада 1804 | 8 жовтня 1869     | 64 роки і 319 днів  | 4 березня 1853             | 48 років і 101 день                 | 4 березня 1857           | 52 роки і 101 день                | 12 років і 218 днів              |
| 15 | Джеймс Б'юкенен          | 23 квітня 1791    | 1 червня 1868     | 77 років і 39 днів  | 4 березня 1857             | 65 років і 315 днів                 | 4 березня 1861           | 69 років і 315 днів               | 7 років і 89 днів                |
| 16 | Авраам Лінкольн          | 12 лютого 1809    | 15 квітня 1865    | 56 років і 62 дні   | 4 березня 1861             | 52 роки і 20 днів                   | 15 квітня 1865           | 56 років і 62 дні                 | (помер на посаді)                |
| 17 | Ендрю Джонсон            | 29 грудня 1808    | 31 липня 1875     | 66 років і 214 днів | 15 квітня 1865             | 56 років і 107 днів                 | 4 березня 1869           | 60 років і 65 днів                | 6 років і 149 днів               |
| 18 | Улісс Грант              | 27 квітня 1822    | 23 липня 1885     | 63 роки і 87 днів   | 4 березня 1869             | 46 років і 311 днів                 | 4 березня 1877           | 54 роки і 311 днів                | 8 років і 141 день               |
| 19 | Резерфорд Гейз           | 4 жовтня 1822     | 17 січня 1893     | 70 років і 105 днів | 4 березня 1877             | 54 роки і 151 день                  | 4 березня 1881           | 58 років і 151 день               | 11 років і 319 днів              |
| 20 | Джеймс Гарфілд           | 19 листопада 1831 | 19 вересня 1881   | 49 років і 304 дні  | 4 березня 1881             | 49 років і 105 днів                 | 19 вересня 1881          | 49 років і 304 дні                | (помер на посаді)                |
| 21 | Честер Алан Артур        | 5 жовтня 1829     | 18 листопада 1886 | 57 років і 44 дні   | 19 вересня 1881            | 51 рік і 349 днів                   | 4 березня 1885           | 55 років і 150 днів               | 1 рік і 259 днів                 |
| 22 | Гровер Клівленд          | 18 березня 1837   | 24 червня 1908    | 71 рік і 98 днів    | 4 березня 1885             | 47 років і 351 день                 | 4 березня 1889           | 51 рік і 351 день                 | 4 роки і 0 днів                  |
| 23 | Бенджамін Гаррісон       | 20 серпня 1833    | 13 березня 1901   | 67 років і 205 днів | 4 березня 1889             | 55 років і 196 днів                 | 4 березня 1893           | 59 років і 196 днів               | 8 років і 9 днів                 |
| 24 | Гровер Клівленд          | 18 березня 1837   | 24 червня 1908    | 71 рік і 98 днів    | 4 березня 1893             | 55 років і 351 день                 | 4 березня 1897           | 59 років і 351 день               | 11 років і 112 днів              |
| 25 | Вільям Мак-Кінлі         | 29 січня 1843     | 14 вересня 1901   | 58 років і 228 днів | 4 березня 1897             | 54 роки і 34 дні                    | 14 вересня 1901          | 58 років і 228 днів               | (помер на посаді)                |
| 26 | Теодор Рузвельт          | 27 жовтня 1858    | 6 січня 1919      | 60 років і 71 день  | 14 вересня 1901            | 42 роки і 322 дні                   | 4 березня 1909           | 50 років і 128 днів               | 9 років і 308 днів               |
| 27 | Вільям Говард Тафт       | 15 вересня 1857   | 8 березня 1930    | 72 роки і 174 дні   | 4 березня 1909             | 51 рік і 170 днів                   | 4 березня 1913           | 55 років і 170 днів               | 17 років і 4 дні                 |
| 28 | Вудро Вільсон            | 28 грудня 1856    | 3 лютого 1924     | 67 років і 37 днів  | 4 березня 1913             | 56 років і 66 днів                  | 4 березня 1921           | 64 роки і 66 днів                 | 2 роки і 336 днів                |
| 29 | Воррен Гардінг           | 2 листопада 1865  | 2 серпня 1923     | 57 років і 273 дні  | 4 березня 1921             | 55 років і 122 дні                  | 2 серпня 1923            | 57 років і 273 дні                | (помер на посаді)                |
| 30 | Калвін Кулідж            | 4 липня 1872      | 5 січня 1933      | 60 років і 185 днів | 2 серпня 1923              | 51 рік і 29 днів                    | 4 березня 1929           | 56 років і 243 дні                | 3 роки і 307 днів                |
| 31 | Герберт Кларк Гувер      | 10 серпня 1874    | 20 жовтня 1964    | 90 років і 71 день  | 4 березня 1929             | 54 роки і 206 днів                  | 4 березня 1933           | 58 років і 206 днів               | 31 рік і 230 днів                |
| 32 | Франклін Делано Рузвельт | 30 січня 1882     | 12 квітня 1945    | 63 роки і 72 дні    | 4 березня 1933             | 51 рік і 33 дні                     | 12 квітня 1945           | 63 роки і 72 дні                  | (помер на посаді)                |
| 33 | Гаррі Трумен             | 8 травня 1884     | 26 грудня 1972    | 88 років і 232 дні  | 12 квітня 1945             | 60 років і 339 днів                 | 20 січня 1953            | 68 років і 257 днів               | 19 років і 341 день              |
| 34 | Дуайт Ейзенхауер         | 14 жовтня 1890    | 28 березня 1969   | 78 років і 165 днів | 20 січня 1953              | 62 роки і 98 днів                   | 20 січня 1961            | 70 років і 98 днів                | 8 років і 67 днів                |
| 35 | Джон Фіцджеральд Кеннеді | 29 травня 1917    | 22 листопада 1963 | 46 років і 177 днів | 20 січня 1961              | 43 роки і 236 днів                  | 22 листопада 1963        | 46 років і 177 днів               | (помер на посаді)                |
| 36 | Ліндон Джонсон           | 27 серпня 1908    | 22 січня 1973     | 64 роки і 148 днів  | 22 листопада 1963          | 55 років і 87 днів                  | 20 січня 1969            | 60 років і 146 днів               | 4 роки і 2 дні                   |
| 37 | Річард Ніксон            | 9 січня 1913      | 22 квітня 1994    | 81 рік і 103 дні    | 20 січня 1969              | 56 років і 11 днів                  | 9 серпня 1974            | 61 рік і 212 днів                 | 19 років і 256 днів              |
| 38 | Джеральд Форд            | 14 липня 1913     | 26 грудня 2006    | 93 роки і 165 днів  | 9 серпня 1974              | 61 рік і 26 днів                    | 20 січня 1977            | 63 роки і 190 днів                | 29 років і 340 днів              |
| 39 | Джиммі Картер            | 1 жовтня 1924     | 29 грудня 2024    | 100 років і 89 днів | 20 січня 1977              | 52 роки і 111 днів                  | 20 січня 1981            | 56 років і 111 днів               | 43 роки і 344 дні                |
| 40 | Рональд Рейган           | 6 лютого 1911     | 5 червня 2004     | 93 роки і 120 днів  | 20 січня 1981              | 69 років і 349 днів                 | 20 січня 1989            | 77 років і 349 днів               | 15 років і 137 днів              |
| 41 | Джордж Герберт Вокер Буш | 12 червня 1924    | 30 листопада 2018 | 94 роки і 171 день  | 20 січня 1989              | 64 роки і 222 дні                   | 20 січня 1993            | 68 років і 222 дні                | 25 років і 314 днів              |
| 42 | Білл Клінтон             | 19 серпня 1946    | (живий)           | 78 років і 210 днів | 20 січня 1993              | 46 років і 154 дні                  | 20 січня 2001            | 54 роки і 154 дні                 | 24 роки і 56 днів                |
| 43 | Джордж Вокер Буш         | 6 липня 1946      | (живий)           | 78 років і 254 дні  | 20 січня 2001              | 54 роки і 198 днів                  | 20 січня 2009            | 62 роки і 198 днів                | 16 років і 56 днів               |
| 44 | Барак Обама              | 4 серпня 1961     | (живий)           | 63 роки і 225 днів  | 20 січня 2009              | 47 років і 169 днів                 | 20 січня 2017            | 55 років і 169 днів               | 8 років і 56 днів                |
| 45 | Дональд Трамп            | 14 червня 1946    | (живий)           | 78 років і 276 днів | 20 січня 2017              | 70 років і 220 днів                 | 20 січня 2021            | 74 роки і 217 днів                | 4 роки і 0 днів                  |
| 46 | Джо Байден               | 20 листопада 1942 | (живий)           | 82 роки і 117 днів  | 20 січня 2021              | 78 років і 61 день                  | 20 січня 2025            | 82 роки і 61 день                 | 0 років і 56 днів                |
| 47 | Дональд Трамп            | 14 червня 1946    | (живий)           | 78 років і 276 днів | 20 січня 2025              | 78 років і 220 днів                 | (чинний)                 | (чинний)                          | (чинний)                         |

## Список найстарших президентів
Із 45 осіб, які обіймали посаду Президента США, 26 в певний проміжок часу були найстаршими живими президентами, при чому Вільям Говард Тафт мав два окремі такі проміжки. Герберт Гувер був найстаршим живим президентом протягом найдовшого періоду часу із всіх: від моменту смерті Калвіна Куліджа в січні 1933 і до власної смерті майже 32 роки потому. Ліндон Джонсон носив цей «титул» найкоротше із всіх, всього 27 днів: від моменту смерті Гаррі Трумена в грудні 1972 до власної смерті майже через місяць. Теодор Рузвельт став найстаршим живим президентом у віці всього 49 років. Пізніше за всіх найстаршим живим президентом став Джиммі Картер (після смерті Джорджа Буша старшого), у 94 роки. Дев'ятеро з цих 26 осіб також в певний проміжок часу були найстаршими живими віцепрезидентами: Джон Адамс, Мартін ван Бюрен, Міллард Філлмор, Ендрю Джонсон, Гаррі Трумен, Ліндон Джонсон, Річард Ніксон, Джеральд Форд та Джордж Буш старший.
В трьох випадках найстарший живий президент перестав бути таким не через свою смерть, а через інавгурацію президента старішого за нього. Ними були Теодор Рузвельт (через інавгурацію Вільяма Говарда Тафта), Вільям Говард Тафт (через інавгурацію Вудро Вільсона) та Річард Ніксон (через інавгурацію Рональда Рейгана). З цих трьох лише Тафт пізніше відновив свій «титул», оскільки він пережив Вільсона. Дванадцять найстарших живих президентів були такими під час свого перебування на посаді. У випадку Джорджа Вашингтона, Вільяма Говарда Тафта, Вудро Вільсона та Рональда Рейгана вони стали найстаршими живими президентами в момент інавгурації. Джордж Вашингтон став таким одразу після своєї інавгурацію лише тому, що він на той момент ще був єдиним президентом. У випадках Джорджа Вашингтона, Джона Адамса, Улісса Гранта, Теодора Рузвельта, Герберта Гувера та Річарда Ніксона вони стали найстаршими живими президентами і одночасно єдиними живими президентами (Джордж Вашингтон, знов таки, з вищеназваних причин). Джиммі Картер став найстаршим живим президентом через 37 років після того, як покинув Білий дім.
Із 40 покійних президентів, 15 ніколи не були найстаршими живими президентами. В цей список входять усі восьмеро президентів, які померли на посаді, а також семеро інших. Найстаршим з них є 83-річний Томас Джефферсон, якого всього на 5 годин пережив попередник, Джон Адамс. Дуайт Ейзенхауер, який помер 28 березня 1969 у віці 78 років, на даний момент є останнім померлим президентом, який на момент смерті не був найстаршим живим.
В наступній таблиці перелічені всі особи, які в якийсь проміжок часу були найстаршими живими президентами. Курсивом виділені дати інавгурації президентів, старіших за всіх своїх живих попередників, інші дати є датами смерті найстаршого на той момент президента.
| Президент                | Протягом періоду                   | Вік на початку      | Вік в кінці         | Тривалість          |
| ------------------------ | ---------------------------------- | ------------------- | ------------------- | ------------------- |
| Джордж Вашингтон         | 30 квітня 1789 — 14 грудня 1799    | 57 років і 67 днів  | 67 років і 295 днів | 10 років і 228 днів |
| Джон Адамс               | 14 грудня 1799 — 4 липня 1826      | 64 роки і 45 днів   | 90 років і 247 днів | 26 років і 202 дні  |
| Джеймс Медісон           | 4 липня 1826 — 28 червня 1836      | 75 років і 110 днів | 85 років і 104 дні  | 9 років і 360 днів  |
| Ендрю Джексон            | 28 червня 1836 — 8 червня 1845     | 69 років і 105 днів | 78 років і 85 днів  | 8 років і 345 днів  |
| Джон Квінсі Адамс        | 8 червня 1845 — 23 лютого 1848     | 77 років і 332 дні  | 80 років і 227 днів | 2 роки і 260 днів   |
| Мартін ван Бюрен         | 23 лютого 1848 — 24 липня 1862     | 65 років і 80 днів  | 79 років і 231 день | 14 років і 151 день |
| Джеймс Б'юкенен          | 24 липня 1862 — 1 червня 1868      | 71 рік і 92 дні     | 77 років і 39 днів  | 5 років і 313 днів  |
| Міллард Філлмор          | 1 червня 1868 — 8 березня 1874     | 68 років і 146 днів | 74 роки і 60 днів   | 5 років і 280 днів  |
| Ендрю Джонсон            | 8 березня 1874 — 31 липня 1875     | 65 років і 69 днів  | 66 років і 214 днів | 1 рік і 145 днів    |
| Улісс Грант              | 31 липня 1875 — 23 липня 1885      | 53 роки і 95 днів   | 63 роки і 87 днів   | 9 років і 357 днів  |
| Резерфорд Хейз           | 23 липня 1885 — 17 січня 1893      | 62 роки і 292 дні   | 70 років і 105 днів | 7 років і 178 днів  |
| Бенджамін Гаррісон       | 17 січня 1893 — 13 березня 1901    | 59 років і 150 днів | 67 років і 205 днів | 8 років і 55 днів   |
| Гровер Клівленд          | 13 березня 1901 — 24 червня 1908   | 63 роки і 360 днів  | 71 рік і 98 днів    | 7 років і 103 дні   |
| Теодор Рузвельт          | 24 червня 1908 — 4 березня 1909    | 49 років і 241 день | 50 років і 128 днів | 0 років і 253 дні   |
| Вільям Говард Тафт       | 4 березня 1909 — 4 березня 1913    | 51 рік і 170 днів   | 55 років і 170 днів | 4 роки і 0 днів     |
| Вудро Вільсон            | 4 березня 1913 — 3 лютого 1924     | 56 років і 66 днів  | 67 років і 37 днів  | 10 років і 336 днів |
| Вільям Говард Тафт       | 3 лютого 1924 — 8 березня 1930     | 66 років і 141 день | 72 роки і 174 дні   | 6 років і 33 дні    |
| Калвін Кулідж            | 8 березня 1930 — 5 січня 1933      | 57 років і 247 днів | 60 років і 185 днів | 2 роки і 303 дні    |
| Герберт Гувер            | 5 січня 1933 — 20 жовтня 1964      | 58 років і 148 днів | 90 років і 71 день  | 31 рік і 289 днів   |
| Гаррі Трумен             | 20 жовтня 1964 — 26 грудня 1972    | 80 років і 165 днів | 88 років і 232 дні  | 8 років і 67 днів   |
| Ліндон Джонсон           | 26 грудня 1972 — 22 січня 1973     | 64 роки і 121 день  | 64 роки і 148 днів  | 0 років і 27 днів   |
| Річард Ніксон            | 22 січня 1973 — 20 січня 1981      | 60 років і 13 днів  | 68 років і 11 днів  | 7 років і 364 дні   |
| Рональд Рейган           | 20 січня 1981 — 5 червня 2004      | 69 років і 349 днів | 93 роки і 120 днів  | 23 роки і 137 днів  |
| Джеральд Форд            | 5 червня 2004 — 26 грудня 2006     | 90 років і 327 днів | 93 роки і 165 днів  | 2 роки і 204 дні    |
| Джордж Герберт Вокер Буш | 26 грудня 2006 — 30 листопада 2018 | 82 роки і 197 днів  | 94 роки і 171 день  | 11 років і 339 днів |
| Джиммі Картер            | 30 листопада 2018 — 29 грудня 2024 | 94 роки і 60 днів   | 100 років і 89 днів | 6 років і 29 днів   |
| Джо Байден               | з 29 грудня 2024                   | 82 роки і 39 днів   | (живий)             | (живий)             |